# Потоковідхилювальні методи заводнення
Потоковідхилюючі методи заводнення засновані на закачуванні в нагнітальні свердловини обмежених об'ємів спеціальних реагентів, призначених для зниження проникності високопроникних прошарків пласта (аж до їх блокування), з метою вирівнювання приймальності свердловини по розрізу пласта і, тим самим, створення більш рівномірного фронту витіснення і зменшення проривів води у видобувні свердловини.

## Загальний опис
Одне з основних завдань, яке вирішують методи вирівнювання профілю приймальності свердловин — це зміна кінематики потоків води, що нагнітається, в присвердловинній зоні пластів внаслідок ізоляції високопровідних каналів. Досягти цього можна шляхом цілеспрямованого їх тампонування спеціальними складами. При цьому в більшості випадків відбувається перерозподіл об'ємів закачування по товщині пласта, зменшення або повна ізоляція фільтраційних потоків у промитих високопроникних інтервалах та підключення порової матриці.
Найбільше застосування як спеціальні тампонувальні склади знайшли дисперсні системи, гелеутворюючі склади і розчини полімерів.
Найбільш затребуваними з потоковідхилювальних технологій є застосування поліакриламіду (ПАА) та його модифікацій (зшиті полімерні системи, полімер-дисперсні склади, полімерно-лужне заводнення тощо). Питома технологічна ефективність цих методів дуже висока — від 1000 до 5000 т нафти на 1 т витрат сухого полімеру.
Весь спектр потоковідхилюючих технологій можна розділити на три основні групи композицій за розміром кольматуючих частинок та ефективною в'язкістю.
Перша група включає технології впливу на присвердловинну зону пласта, засновані на застосуванні волокнисто-дисперсних систем, що кольматують тріщини та промиті водою інтервали пласта. Вода, що нагнітається в пласт фільтрується по нових каналах, впливаючи на застійні нафтонасичені зони. Відмінною особливістю цих складів є те, що не треба витрачати час і додаткові засоби для утворення твердих частинок, вони вже присутні в закачуваній композиції, ці склади закачуються у готовому вигляді.
Розмір дисперсних частинок від 10 до 500 мкм, допускається наявність частинок до 1 мм. Для порівняння — розмір пор становить 10 — 120 мкм. Ефективна в'язкість розчинів до 200 мПа·с. Склади належать до крупнодисперсних малов'язких композицій.
Базовими технологіями цієї групи є:
- − дисперсний склад на основі деревного борошна (ДС);
- − торфо-гуматний склад на основі фрезерованого торфу (ТГС);
- − дисперсний склад на основі лігніну та глинопорошку (ЛДС);
- − склад на основі технічного вуглецю (ТВ).

До другої групи відносяться технології впливу на присвердло-вин¬ну зону, засновані на застосуванні осадо-гелетвірних складів.
Ці склади відносяться до групи дрібнодисперсних високов'язких. В'язкість запомповуваних систем, складає до 300—500 мПа·с і зростає в міру «зшивання» частинок гелю або гелеутворення. Діаметри зшитих гель-частинок більші розмірів пор, проте ці частинки здатні рухатись у високопроникних інтервалах, що доведено численними дослідами. Утворення осадів і гелів відбувається не на поверхні, а в пласті, в результаті впливу температури через певний проміжок часу.
Штучне утворення осадів та гелів досягається застосуванням таких базових композицій (водних розчинів):
- − складу на основі силікату натрію, хлоридів кальцію і натрію та кислот (ОС, ГеО тощо);
- − осадотвірного складу на основі сірчанокислого натрію, хлориду кальцію та миючого детергенту (дезинфікуючого) складу МДС (КС-2);
- − композиції на основі сірчанокислого алюмінію, хлориду кальцію та кальцинованої соди (ДОС);
- − осадотвірного складу на основі карбонату кальцію, хлориду амонію та сульфатів металів (АМОС).

До цієї групи належать розчини, отримані на основі змішування гідролізованого ПАА та домішок (відомі під назвою ПДС), внаслідок чого утворюється осад у вигляді великих агрегатів зшитих полімерних частинок.
Зі складів цієї групи знайшли застосування в'язкопружні гелі (ВПГ) на основі ПАА та допоміжних реагентів  ініціаторів зшивання та зшивачів (КССБ, хромпіку, лігніну, хлориду амонію, ацетату хрому) та склади, приготовлені на основі біополімеру БП-92.
До третьої групи композицій належать комплексні склади, що поєднують зазначені вище типи складів.
Послідовне закачування в нагнітальну свердловину двох або декількох базових складів, забезпечуючи комплексність, дозволяє регулювати проникність присвердловинної зони, диференційовано впливаючи на різнопроникні інтервали розрізу.

## Світовий досвід застосування потоковідхилювальних методів
ПВМ ефективно застосовують у США протягом багатьох років; наприклад застосування полімерних складів було основною технологією в групі хімічних методів, і до середини 1980-х років відзначалось зростання об'ємів впровадження, проте у 2000-х роках відбулося різке зниження застосування ПВМ у зв'язку з падінням цін на нафту.
Розробкою складів із застосуванням силікатів для гідроізоляції нафтових пластів (гелетвірні склади) займаються фірми: Texaco Inc., Union Oil Company, Conaco Inc. та ін.
Також у світовій практиці успішно застосовуються склади на основі силікагелів, розроблені компаніями «Haliburton», «Amoco» та «Standard»; склади показали високу ефективність у технологіях збільшення нафтовилучення із пластів та обмеження водоприпливу у видобувних свердловинах.
Перспективним напрямком розвитку досліджень з розробки потоковідхилювальних методів є використання біополімерів, наприклад, склад з біополімерами на основі ксантану. Вперше такий склад для підвищення нафтовилучення з пластів запроваджено на родовищах Північного моря 1980-х роках. Основними виробниками ксантанових полімерів є фірми: «Статойл» (Норвегія), Рон Пуленк (Франція), «Келко Мерк» (США).
На родовищах Казахстану застосовувалися технології закачування полімер-дисперсних складів (ПДС) та полімер-гелевих складів (ПГС) як активних домішок при заводненні. Перші результати впровадження нових технологій підвищення нафтовилучення з пластів у Казахстані датуються 1981—2002 роками.
У 2005 році на родовищі Жанажол, у східній частині Прикаспійської западини (Казахстан), продуктивні пласти якого представлені карбонатними колекторами, також вперше було застосовано потоковідхилювальну технологію зшитих полімерних систем (ЗПС). Як полімерну систему використано поліакриламід (ПАА ДП 9-8177) та зшивач (ацетат хрому), а також прісну воду.

## Раціональні області застосування потоковідхилювальних методів
Основними критеріями для підбору ділянок/свердловини для проведення технології ПВМ є:
- — вертикальна і площова неоднорідність пласта;
- — неоднорідний профіль приймальності за промислово-геофізичними дослідженнями (ПГД);
- — різка динаміка обводнення реагуючих видобувних свердловин з характерним збільшенням темпів обводненості вище за середні значення по об'єкту.

Підбір технології визначається також із додаткових умов геолого-фізичної характеристики пласта та технологічних показників експлуатації свердловини/дільниці.
Критерієм застосування технологій ПВМ є наявність як мінімум трьох реагуючих видобувних свердловин на одну нагнітальну. Реагуючі свердловини визначаються за результатами індикаторних (трасерних) досліджень або за коефіцієнтами кореляції взаємовпливу свердловин (непрямий метод).
Технічна придатність нагнітальних свердловин для застосування технології ПВМ визначається наявністю або відсутністю заколонних перетікань або непродуктивного виходу рідини закачування з навтоносного розрізу.
Основні геологічні критерії застосування потоковідхилювальних технологій:
- — проникність колектора — від 0,05 до 0,5 мкм2 (від 50 до 500 мД);
- — температура пласта — не нижче 70 °С для термотропних складів;
- — коефіцієнт розчленованості — не менше 1,4.

Зазначений діапазон зміни проникності обумовлює значення приймальності нагнітальних свердловин. При проникності колектора меншій 0,05 мкм2 приймальність нагнітальних свердловин низька і процес закачування відбувається при високих гирлових тисках. Проникність нижча 0,05 мкм2 знижує приймальність нагнітальної свердловини на 10 — 20 %. Верхня межа застосування технологій ПВМ за проникністю обумовлена наявною лінійкою застосовуваних технологій. Так, при високій проникності приймальність нагнітальних свердловин може становити 700 м3/добу і більше, що вимагає застосування різних модифікацій технологій з велико- та дрібнофракційними наповнювачами.
Розчленованість пласта і коефіцієнт варіації проникності повинні розглядатися в комплексі, необхідно визначити наявність недренованих або слабкодренованих прошарків у розрізі нагнітальної свердловини. Якщо її розріз представлений рівномірним чергуванням прошарків з мінімальним розкидом коефіцієнта проникності, ефективність ПВМ у такій свердловині буде значно нижчою, ніж у свердловині з наявністю непрацюючих інтервалів чи прошарків.